# Cortinarius castanellus
Cortinarius castanellus är en svampart som beskrevs av Peck 1878. Cortinarius castanellus ingår i släktet Cortinarius och familjen spindlingar.   Inga underarter finns listade i Catalogue of Life.